# Hispidella
Hispidella é um género botânico pertencente à família Asteraceae.
1. ↑  «Hispidella — World Flora Online». www.worldfloraonline.org. Consultado em 19 de agosto de 2020